# Kościół św. Anny w Bytomiu
Kościół św. Anny i Miłosierdzia Bożego w Bytomiu – rzymskokatolicki kościół parafialny parafii św. Anny w Bytomiu wzniesiony w latach 1984–1989 w Bytomiu-Rozbarku przy ul. Chorzowskiej. 

## Historia
7 kwietnia 1980 roku ks. Wacław Schenk otrzymał zezwolenie na budowę kościoła i domu katechetycznego przy ul. Chorzowskiej; zamierzał wybudować nowy kościół na terenie swojej parafii od 1957 roku. 
11 października 1982 roku papież Jan Paweł II poświęcił kamień węgielny (kamień z grobu św. Piotra w Rzymie) pod budowę nowego kościoła w Bytomiu (wmurowano go 24 czerwca 1984 roku wraz z aktem erekcyjnym). Rozpisano konkurs na projekt kościoła. Działka pod budowę została przyznana Kościołowi 2 sierpnia 1982 roku, a pozwolenie na budowę wydano 2 października 1982 roku. Świątynia została wzniesiona według projektu bytomskiego architekta Huberta Wagnera w latach 1984–1989. Projekt konstrukcyjny kościoła oraz projekt plebanii wykonał inżynier Mieczysław Radomski z Tarnowskich Gór. Prace nadzorował wikariusz ks. Antoni Żelasko z parafii Wniebowzięcia Najświętszej Maryi Panny w Bytomiu oraz proboszcz parafii św. Anny, ks. prałat Wacław Schenk (29 października 1982 zginął w wypadku, gdy jechał na miejsce budowy kościoła św. Anny). Świątynia została konsekrowana 20 listopada 1989 roku. 

## Architektura
Świątynia ośmioboczna, wolnostojąca o dwóch kondygnacjach, nieorientowana w stylu współczesnego funkcjonalizmu. Kondygnację dolną stanowi kościół Miłosierdzia Bożego, natomiast górną: kościół św. Anny z jedną emporą bez wydzielonej absydy. Przy kościele wolnostojąca dzwonnica.
Na szkielecie z żelbetu wymurowano ściany z cegły, elewację pokrywają żółte cegły, natomiast wnętrze świątyni zostało potynkowane. Wnętrza kościoła są przestronne i jasne, z minimalistycznym wyposażeniem. W górnym kościele znajdują się trzy rzeźby w drewnie przedstawiające Chrystusa ukrzyżowanego (nad głównym ołtarzem) oraz św. Piotra  i św. Annę Samotrzeć po bokach prezbiterium; autorem tych dzieł jest ludowy twórca Stanisław Klupa z Kielc.

## Galeria

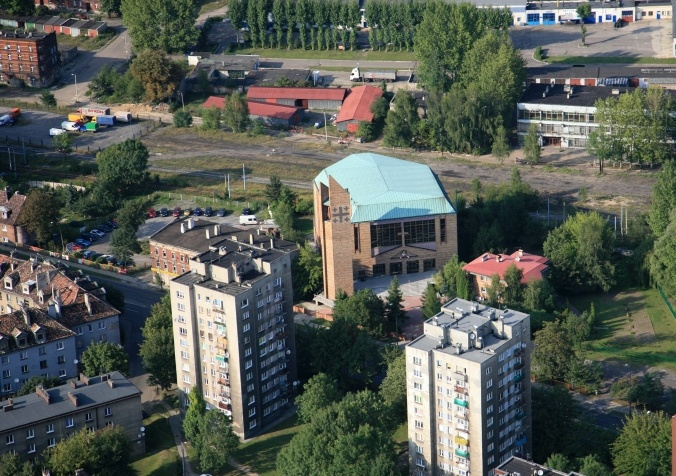
Widok z lotu ptaka
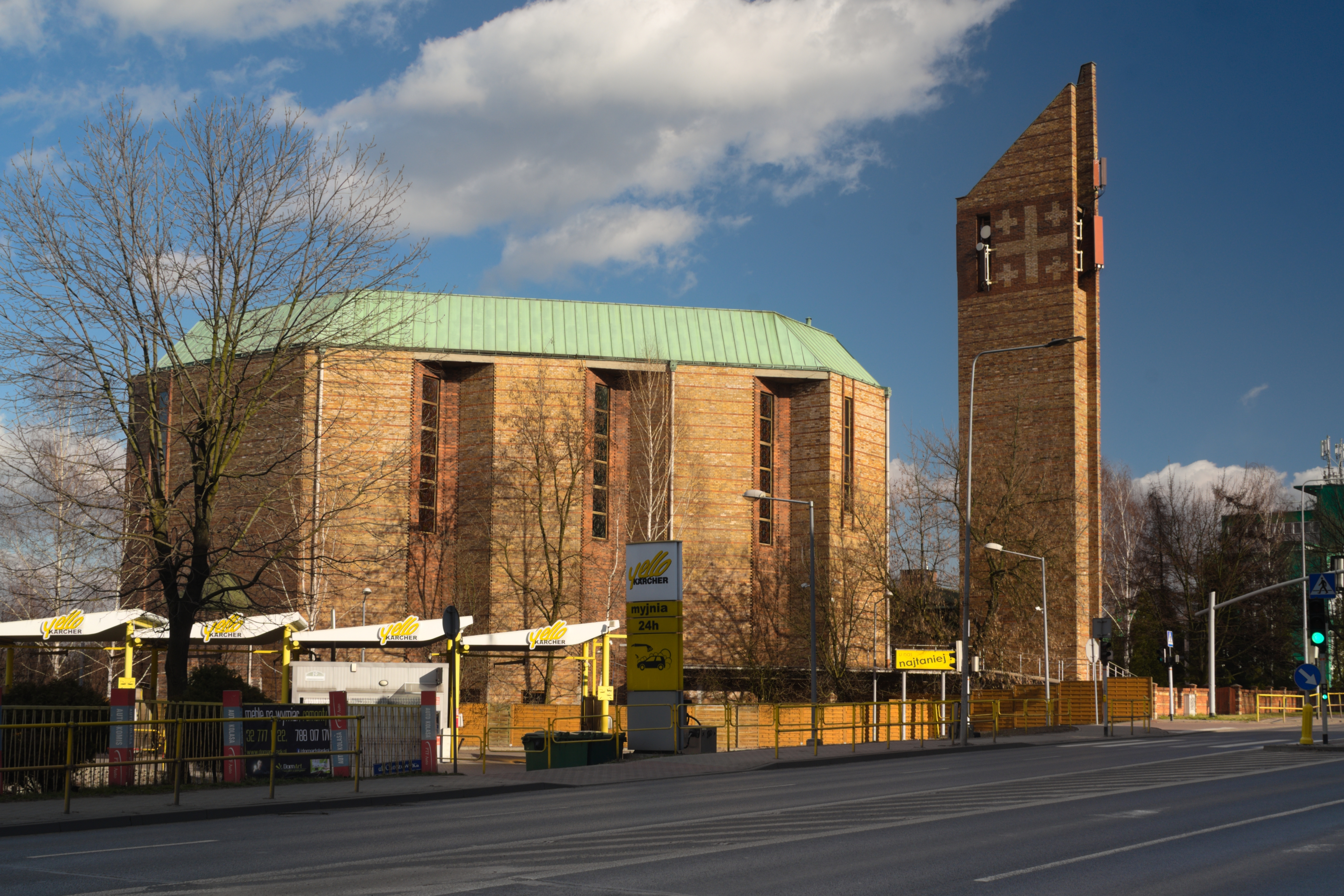
Widok z północnego zachodu (2020)
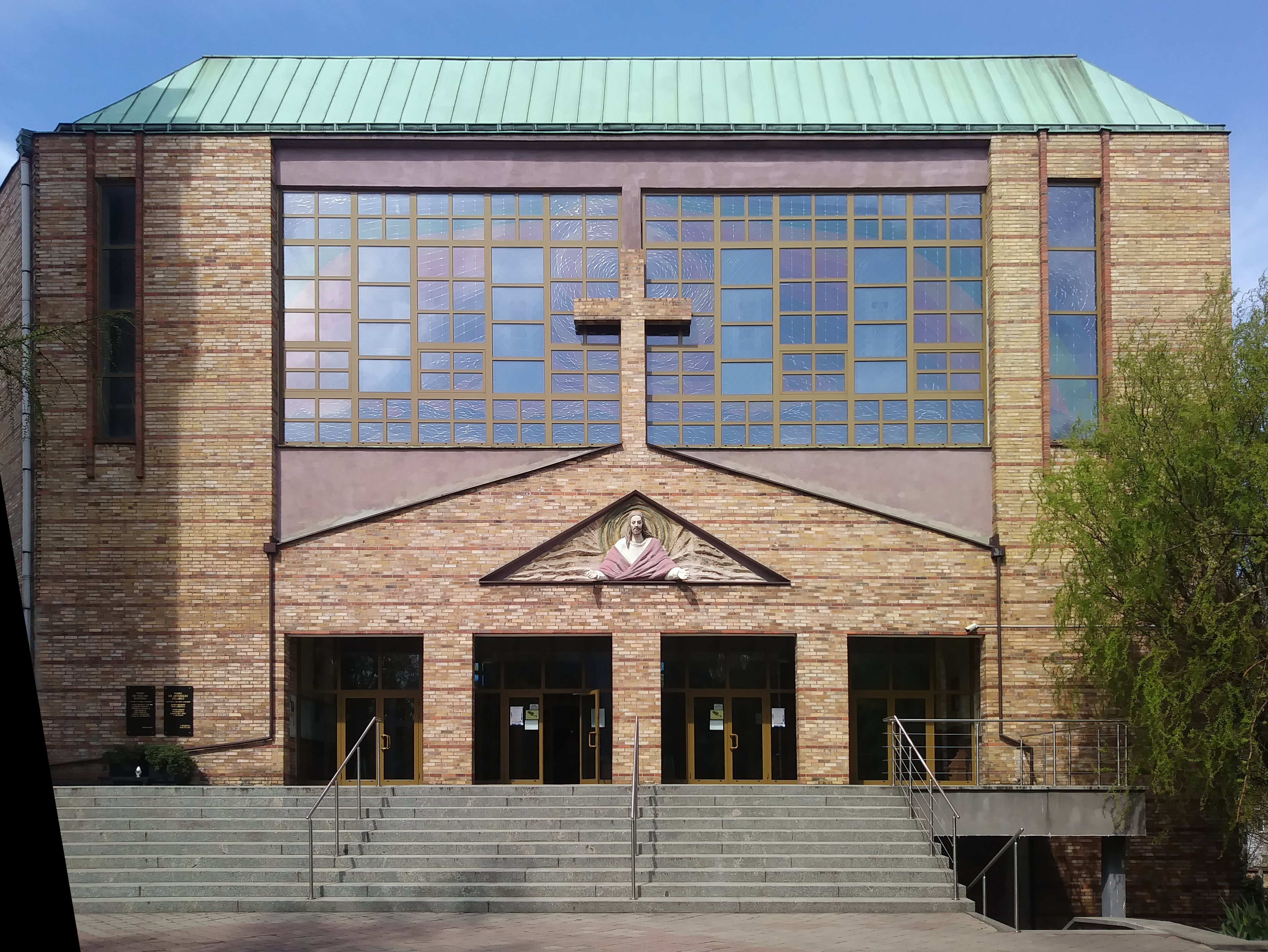
Fasada (2020)